# Мейллон, Джон
Джон Ме́йллон (англ. John Meillon, 1 мая 1934 года — 11 августа 1989 года) — австралийский актёр. Известен российскому зрителю прежде всего по фильмам Крокодил Данди и Крокодил Данди 2.

## Биография
Начал актёрскую карьеру в возрасте одиннадцати лет с участия в радиосериале «Stumpy» Австралийской государственной телерадиокомпании. В шестнадцать лет поступил в театральную труппу. С 1959 по 1965 год жил и работал в Лондоне. Кинодебютом Мейллона стала роль в фильме Стэнли Крамера На берегу, снятом по роману Невила Шюта. Принимал участие в многочисленных телевизионных сериалах и постановках. 
В 1979 году королева Елизавета II сделала его офицером Ордена Британской империи за заслуги перед театром.
Умер от цирроза печени 11 августа 1989 года в Мосмане, Австралия.

## Фильмография
- 1988 Крокодил Данди 2 — Уолтер Рейли
- 1987 Ферма француза | Frenchman’s Farm (Австралия) — Темплтон
- 1988 Вверх тормашками | Outback Bound — Нобби
- 1986 Крокодил Данди — Уолтер Рейли
- 1985 Парни с «Дьюнера» | Dunera Boys, The (Австралия)
- 1983 Дикая утка | Wild Duck, The (Австралия) — Старый Акленд
- 1982 Жара — Фредди Дуйер
- 1979 Диснейленд | Disneyland (США)
- 1976 Четвёртое желание | The Fourth Wish — Кейси
- 1974 Автомобили, которые съели Париж — мэр
- 1974 Голубь | Dove, The
- 1971 Опасное пробуждение | Wake in Fright — Чарли
- 1971 Обход (Бродяжничество / Прогулка / Walkabout) — Белый мужчина
- 1966—1970 Скиппи — Ловкий Норрис
- 1965 Сундук мертвеца | Dead Man’s Chest (Великобритания)
- 1964 Пушки при Батаси | Guns at Batasi (Великобритания) — Сержант Дрейк
- 1963 Эскадрилья 633 — лейтенант Гилибрэнд
- 1963 Бегущий человек | Running Man, The (Великобритания) — Джим Джером
- 1962 Билли Бад | Billy Budd (Великобритания) — Нил Кинкейд
- 1961 Самый длинный день — Адмирал Алан Г. Кирк
- 1961 Длинный и короткий и высокий | The Long and the Short and the Tall (Великобритания) — «Smudge» Смит
- 1960 На закате дня | The Sundowners (США) — Блуи Браун
- 1959 На берегу — матрос Ральф Суэйн

## Награды
- 1977 — Премия AFI за лучшую мужскую роль в фильме Четвёртое желание (The Fourth Wish)[2].
- 1979 — Удостоен звания почётного офицера Ордена Британской империи за заслуги в области театрального искусства.